# 葉多駅

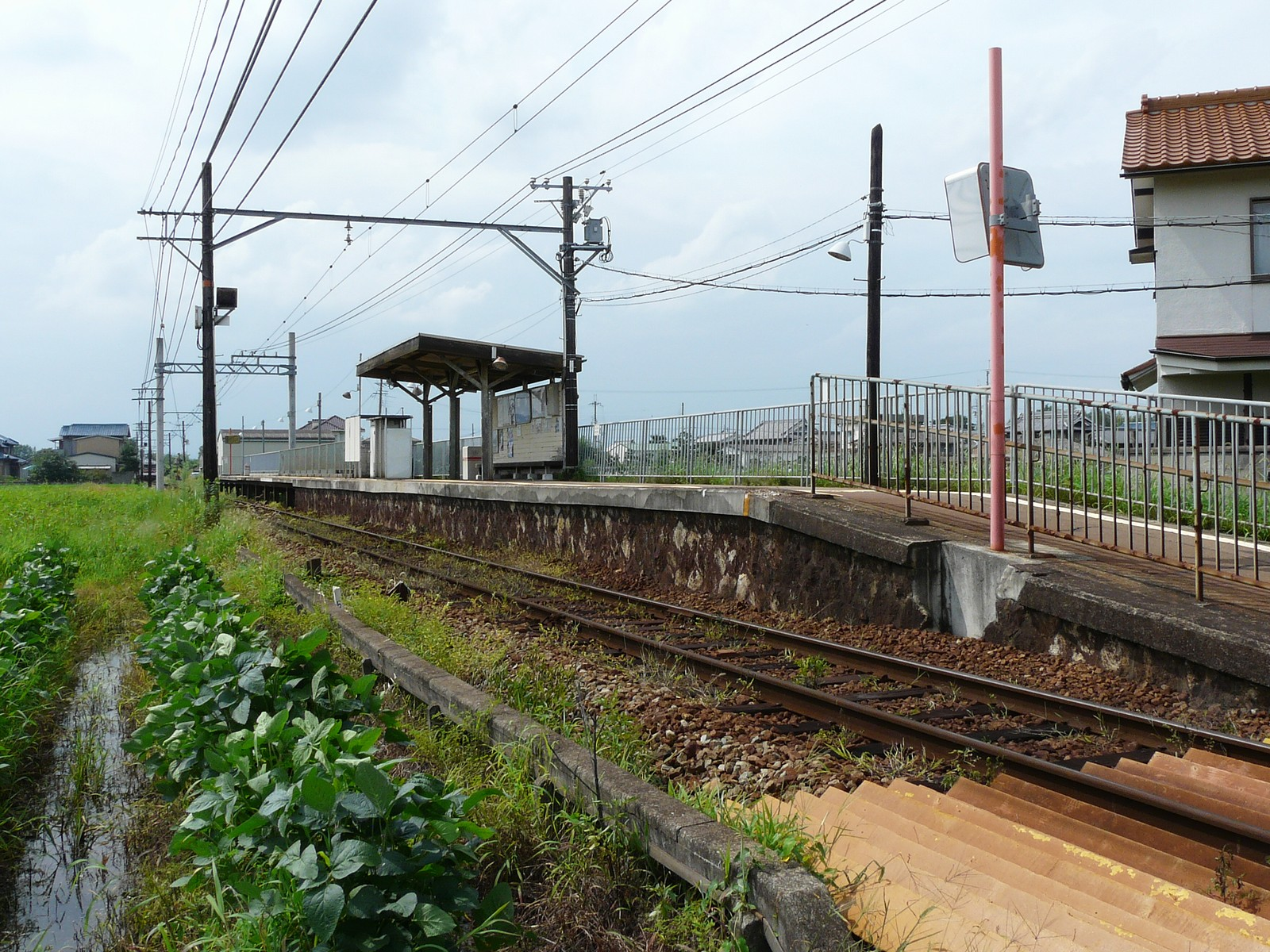
ホーム

葉多駅（はたえき）は、兵庫県小野市葉多町字家ケ内にある、神戸電鉄粟生線の駅。駅番号はKB58。
神戸電鉄の管理駅では最西端の駅である。

## 歴史
- 1952年（昭和27年）4月10日：神戸電気鉄道（現・神戸電鉄）により電鉄小野（現・小野） - 粟生間延伸時に開業[1]。

## 駅構造
単式1面1線のホームを持つ地平駅。ホーム有効長は4両。ホーム小野寄りにプレハブの駅舎があり、そこに改札口がある。
沿線光ネットワークに接続された駅務遠隔システムが導入されており、センター駅から自動券売機、自動改札機、自動精算機、TVカメラ、インターホン、シャッターが遠隔操作される。そのため駅員巡回駅となっており、構内売店も設けられていない。

## 利用状況
1日あたりの乗車人員 101人（2021年度）
近年の1日平均乗車人員は下表のとおりである。
| 年度               | 1日平均 乗車人員 |
| ------------------ | ---------------- |
| 1997年（平成09年） | 124              |
| 1998年（平成10年） | 131              |
| 1999年（平成11年） | 114              |
| 2000年（平成12年） | 102              |
| 2001年（平成14年） | 100              |
| 2002年（平成14年） | 124              |
| 2003年（平成15年） | 111              |
| 2004年（平成16年） | 106              |
| 2005年（平成17年） | 102              |
| 2006年（平成18年） | 90               |
| 2007年（平成19年） | 97               |
| 2008年（平成20年） | 92               |
| 2009年（平成21年） | 79               |
| 2010年（平成22年） | 110              |
| 2011年（平成23年） | 113              |
| 2012年（平成24年） | 109              |
| 2013年（平成25年） | 126              |
| 2014年（平成26年） | 118              |
| 2015年（平成27年） | 129              |
| 2016年（平成28年） | 128              |
| 2017年（平成29年） | 110              |
| 2018年（平成30年） | 100              |
| 2019年（令和元年） | 103              |
| 2020年（令和02年） | 91               |
| 2021年（令和03年） | 101              |

## 駅周辺
主な利用客は兵庫県立小野工業高等学校への通学生である。

## 隣の駅
神戸電鉄
■粟生線
■準急・■普通
小野駅 (KB57) - 葉多駅 (KB58) - 粟生駅 (KB59)